# Декстер (Минесота)
Декстер (енгл. Dexter) град је у америчкој савезној држави Минесота.

## Демографија
По попису из 2010. године број становника је 341, што је 8 (2,4%) становника више него 2000. године.
| Група             | 2000.       | 2010.       |
| Белци             | 322 (96,7%) | 324 (95,0%) |
| Афроамериканци    | 0 (0,0%)    | 2 (0,6%)    |
| Азијати           | 1 (0,3%)    | 1 (0,3%)    |
| Хиспаноамериканци | 6 (1,8%)    | 6 (1,8%)    |
| Укупно            | 333         | 341         |